# ヌマダイコン
ヌマダイコン Adenostemma lavenia (L.) O. Kuntze はキク科の草本。種子に粘りがあってひっつき虫になる。

## 特徴
多年生の草本。茎は直立し、高さ30-100cmになる。葉は対生だが、茎の上の方では時に互生し、葉柄は長さ1-6cm、葉身は4-20cm。卵形から卵状長楕円形で鈍い鋸歯があり、表裏の両面にまばらに短い毛が生えている。
花は9-11月に咲く。花序は散房状か円錐状でまばらに、あるいは密集して頭花を付ける。頭花は開花時には径5-6mm、総苞は長さ4mmで花が終わると反り返る。花はすべて両性の筒状花で、花冠は長さ2.5mm、先端が浅く5裂し、周囲に毛が多いが、小さくて目立たない。花柱は花冠の先端近くで2つに分かれてその先は長さ2mm、白くて先端が丸くて平らになり、これが頭花から突き出して見える。
痩果は棍棒状で長さ4mm、先端にある冠毛は棍棒状で4本ある。その先端からは粘物質が分泌される。なお、果時に総苞が反り返り、花床は中央が盛り上がり、その結果、果実は放射状に広がる。冠毛に粘り気があるのは、動物に付着して運ばれるための適応と考えられる。
和名は葉の質が大根に似ることと、沼地に生えることによる。

## 分布と生育環境
日本では本州の関東以西から琉球列島にまで見られ、国外では朝鮮、中国、マレーシア、インド、オーストラリアまで分布する。
野原の湿った場所や、溝などに生える。

## 分類・他
ヌマダイコン属には熱帯域を中心に10種が知られるが、日本からは本種のみが知られる。その点で見分けに困ることはない。

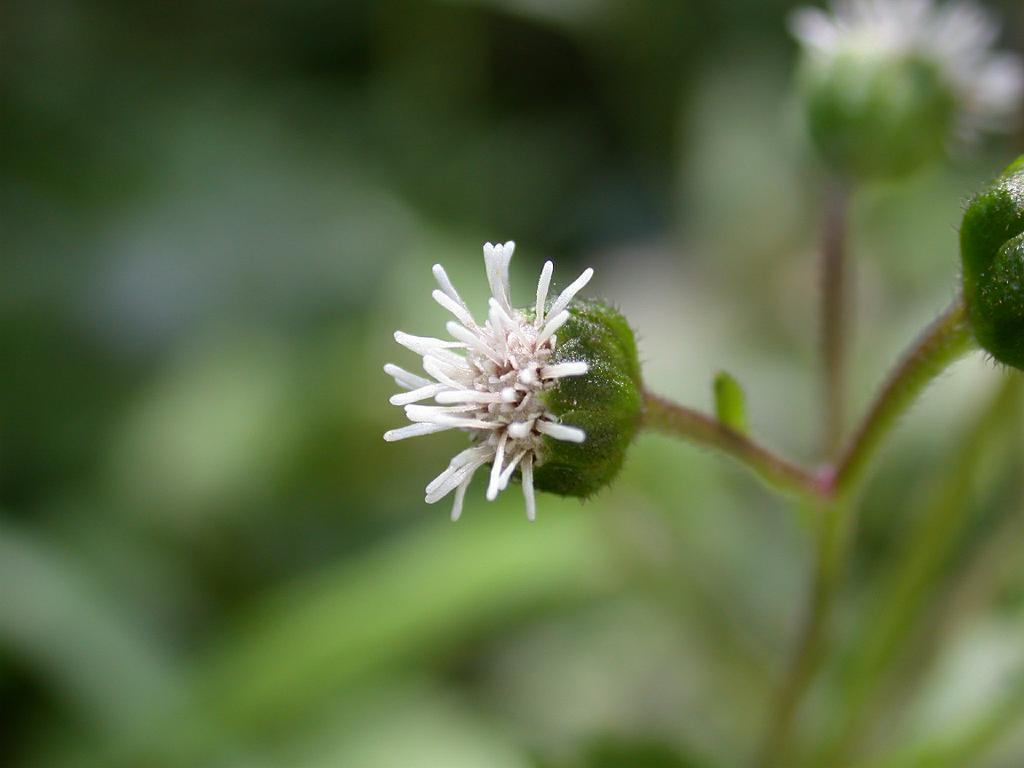
花の拡大：伸び出しているのは花柱
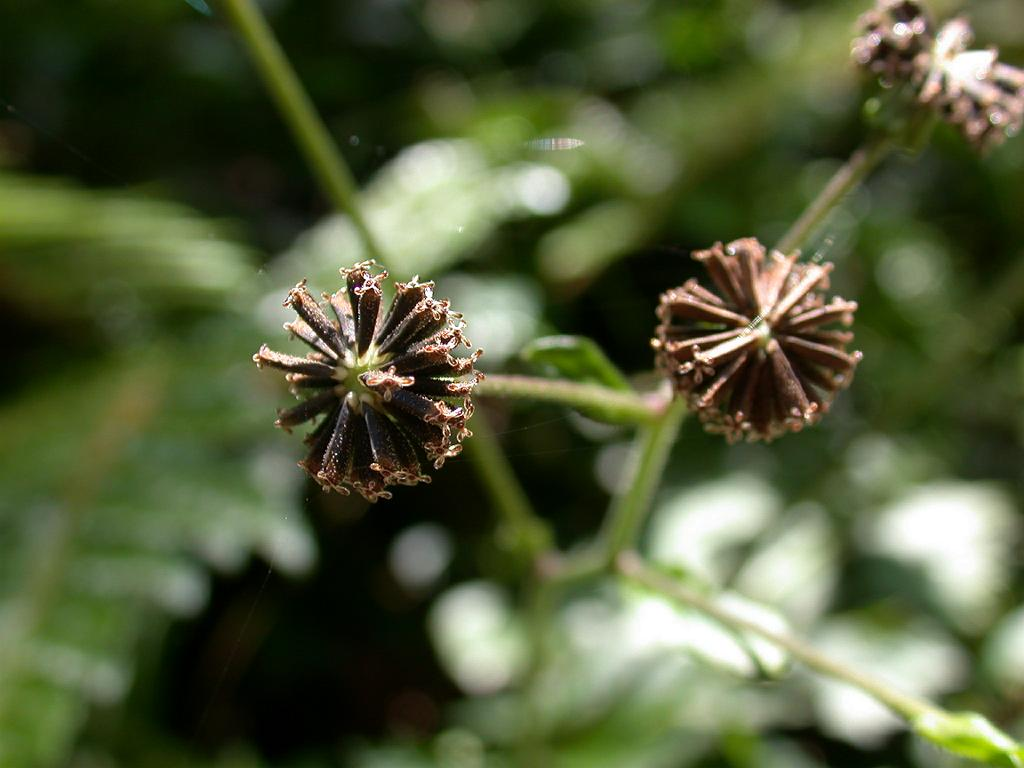
果実